# Manuel Grande
Manuel Grande (Carhué, ca. 1810 - 1881) fue un cacique indígena de la nación pampa, que durante gran parte de su carrera pretendió ser contado entre los «indios amigos» del gobierno argentino, y que de todas formas fue tratado como un enemigo al cual aniquilar.
En 1854 ya tenía una división entera de lanceros a sus órdenes, y presumiblemente participó al año siguiente en la victoria de Sierra Chica sobre el ministro de Guerra Bartolomé Mitre. Era un aliado permanente de Calfucurá. En 1857 lanzó un malón hacia Quequén, en el transcurso del cual tuvo lugar la batalla de Cristiano Muerto. A órdenes de Calfucurá combatió en la batalla de Pigüé, y seguramente también en el malón de 1859 a Bahía Blanca.
Después de la batalla de Cepeda se puso a órdenes del gobierno de Buenos Aires, como jefe de tropas auxiliares o «indios amigos». Fue incorporado al ejército porteño, mientras que muchos de los jefes de éste estaban decididos a exterminar a los propios indios fieles; por ejemplo, Ignacio Rivas predisponía a unos caciques contra otros, con la idea de que alguno se sublevase y tener excusa para «eliminar a estos perros» (sic). También Benito Machado hizo cosas parecidas: cuando dos de los hijos de Calfucurá se presentaron en Azul a retirar las raciones que anualmente les entregaba el gobierno, los hizo arrestar y saquearlos; pero no lo hizo con sus propias tropas, sino que obligó a hacerlo a los caciques Chipitruz y Manuel Grande. En cambio, Catriel se opuso a hacerlo, y reunió más de mil hombres de lanza, amenazando al propio coronel Machado para que los liberase. El coronel Machado fue llamado a Buenos Aires y reemplazado por otro jefe, mientras que los hijos de Calfucurá fueron liberados y recibieron una disculpa pública.
En los años siguientes, las relaciones entre Calfucurá, Cipriano Catriel, Manuel Grande y Chipitruz fueron oscilantes, pasando de enfrentamientos menores a la defensa mutua. Pero el gobierno daba una muy evidente prioridad a Catriel sobre los demás caciques pampas, que quedaban muy relegados y no siempre recibían las raciones. Durante la gestión de Francisco Elía como jefe de la frontera de Azul, éste nombró a Catriel «cacique general de todas las pampas»; los indígenas de Manuel Grande, Cachul y Chipitruz no reconocieron esa autoridad, por lo que fueron declarados rebeldes –que era justamente lo que Elía quería lograr. Cuando los indígenas se hartaron de las arbitrariedades de Elía y rechazaron un intento de arresto a uno de ellos, Elía reunió todas las fuerzas que pudo y atacó los toldos de Manuel Grande y de Chipitruz en la Laguna de Burgos. Los indígenas se retiraron, y la gente de Elía saqueó las tolderías, robándoles las mismas vacas que habían recibido como raciones, aprovechando también para secuestrar a sus mujeres, cuatrocientas en total. Calfuquir resultó muerto junto con otros ochenta indios de lanza y Manuel Grande tuvo que retirarse herido de gravedad, por lo que también fue dado por muerto.
Pocas semanas más tarde, el coronel Boerr llamó a los «indios amigos» de Manuel Grande y Chipitruz a recibir raciones, y en lugar de ello los arrestó, les robó todos sus caballos y bienes, y los enroló a la fuerza en las tropas de frontera. Sus jefes fueron enviados presos a la isla Martín García. El objetivo era claro: robarles a los indios las mismas tierras que les correspondían. Tan buenos amigos eran los blancos de sus propias tropas auxiliares, que poco después también expulsaban de Azul a las familias leales a Catriel, sin darles tiempo siquiera a levantar las cosechas.
La prisión de Manuel Grande y Chipitruz fue una de las causas del gran malón de Calfucurá del año 1872, que terminó con su derrota en la batalla de San Carlos de Bolívar.
Pese a estar preso, Manuel Grande siguió siendo fiel a quienes tan mal le habían pagado: hubo un motín en Martín García, y el cacique preso se dedicó a proteger a los soldados. Junto con algunas de sus mujeres fue llevado a presencia del inspector de armas Benjamín Victorica, que ordenó ponerlos en libertad y entregarles algunos caballos. Claro que sus tolderías no existían más, de modo que tuvo que refugiarse en Los Toldos, bajo la protección de Justo Coliqueo. El coronel Hilario Lagos atacó a Coliqueo por haberles dado refugio a quienes no tenían adónde ir. Durante dos o tres días se estuvo al borde de una masacre –en la cual Lagos llevaría la peor parte– hasta que la tranquilidad de ánimo de Coliqueo permitió que se arreglaran los malentendidos.
De todos modos, no cesó el hostigamiento a Manuel Grande. El coronel Francisco Borges ordenó que Manuel Grande y su gente le fueran enviados a Junín, a lo que Coliqueo se negó. Entonces marchó con sus tropas sobre Los Toldos, arrestó y depuso a Justo Coliqueo del mando, reemplazándolo por su hermano Simón, y se llevó arrestado a Manuel Grande al fuerte General Paz, cerca de Carlos Casares. En un informe a la superioridad lamentó que se le hubiesen presentado sumisamente, porque lo que en realidad quería era masacrarlos.
En 1874, Manuel Grande debió maniobrar con mucha prudencia durante la revolución mitrista, ya que no era fácil saber qué bando tomar. En los años siguientes debió afrontar toda clase de maltratos, falta de pago por sus servicios, la venta a particulares de Buenos Aires de los propios campos donde estaba asentado, y una epidemia de viruela. En 1876, cuando se formó el Malón Grande, con indígenas de todas las parcialidades, inclusive de los indios amigos, muchos de los hombres de Manuel Grande se sumaron, mientras el cacique se quedaba lealmente en su destino en el fuerte General Paz. No obstante, el coronel Nicolás Levalle arreó a la "chusma" desde Carhué hasta Azul como si fueran ganado, degollando a los ancianos, a las mujeres y los niños que no fueran capaces de seguir el ritmo a los soldados.
Durante la Conquista del Desierto, Manuel Grande permaneció en Carhué debido a su avanzada edad, y allí murió en 1881, siendo sucedido por su hijo Manuel Díaz. Otras fuentes afirman que fue trasladado a la fuerza a General Acha, capital del Territorio Nacional de La Pampa, en el año 1883, y que falleció allí poco después.